# Visé
Visé (nizozemsky Wezet) je město na východě Belgie v provincii Lutych. Žije v něm okolo 17 000 obyvatel, převážně Valonů. Městem protéká řeka Máza, vede jím také Albertův kanál a železniční trať z Lutychu do Maastrichtu.
Na počátku letopočtu zde Římané založili pohraniční vicus, Karel Veliký udělil městu právo pořádat trhy. V roce 1330 byly postaveny městské hradby, přesto Visé dobyl v roce 1467 Karel Smělý. V roce 1914 byly u Visé svedeny první boje mezi belgickou armádou a německými agresory. V roce 1977 byly k městu Visé připojeny okolní obce Argenteau, Cheratte, Lanaye, Lixhe a Richelle. Počátkem roku 2018 došlo v katastru města k výměně území mezí Belgií a Nizozemskem, aby státní hranice kopírovala regulovaný tok Mázy.
Visé bylo tradičně vyhlášeno chovem hus, v Cheratte fungoval do roku 1977 uhelný důl. Po ukončení těžby se hlavním zdrojem příjmů místních obyvatel stal terciární sektor.
Architektonickými památkami jsou radnice, templářský statek a kolegiátní kostel s relikviářem svatého Adelina z Chelles, který je pozoruhodnou ukázkou středověkého lokálního stylu art mosan.
Sídlí zde fotbalový klub CS Visé.
Podle města je pojmenován stratigrafický stupeň karbonu visé.

## Partnerská města
- Aiguillon (Francie)